# Idaea domestica
Idaea domestica är en fjärilsart som beskrevs av Josef Wilhelm Klimesch 1933. Idaea domestica ingår i släktet Idaea och familjen mätare. Inga underarter finns listade i Catalogue of Life.